# Coptocarpus
Coptocarpus es un  género de coleópteros adéfagos de la familia Carabidae.

## Especies
Comprende las siguientes especies:
- Coptocarpus australis (Dejean, 1831)
- Coptocarpus championensis Chaudoir, 1882
- Coptocarpus chaudoiri Macleay, 1873
- Coptocarpus doddi Sloane, 1910
- Coptocarpus fuscitarsis (Blanchard, 1853)
- Coptocarpus gibbus Chaudoir, 1882
- Coptocarpus grossus Erwin, 1974
- Coptocarpus impar Sloane, 1910
- Coptocarpus nitidus Macleay, 1873
- Coptocarpus philipi Erwin, 1974
- Coptocarpus thoracicus (Castelnau, 1867)
- Coptocarpus yorkensis Erwin, 1974